# Neckera chilensis
Neckera chilensis là một loài Rêu trong họ Neckeraceae. Loài này được Schimp. ex Mont. miêu tả khoa học đầu tiên năm 1836.